# Łukasz Licznerski
Łukasz Licznerski (ur. 28 marca 1995 w Bydgoszczy) – polski szachista, mistrz międzynarodowy od 2021 roku.

## Kariera szachowa
W szachy gra od 6. roku życia. Jego pierwszym trenerem był Julian Gralka, współpracował również z Ryszardem Bernardem. Wielokrotnie uczestniczył w finałach mistrzostw Polski juniorów w różnych kategoriach wiekowych, największy sukces odnosząc w 2013 r. w Szczyrku, gdzie zdobył tytuł mistrza Polski w kategorii do 18 lat. W 2013 r. zadebiutował w rozegranym w Chorzowie finale mistrzostw Polski mężczyzn, zajmując 24. miejsce. Oprócz tego, w 2013 r. zdobył w Mariborze złoty medal drużynowych mistrzostwach Europy juniorów do 18 lat, natomiast w Bydgoszczy – brązowy medal drużynowych mistrzostw Polski w szachach błyskawicznych (w barwach klubu "Chemik" Bydgoszcz). Również w 2013 r. zwyciężył w dwóch międzynarodowych turniejach, rozegranych w Krakowie (IV Międzynarodowe Mistrzostwa Krakowa – pierwsza norma na tytuł mistrza międzynarodowego) oraz w Czerwonogrodzie (IX Cup of Chervonograd - 2013 A (IM) – druga norma na tytuł mistrza międzynarodowego). W 2014 r. wypełnił trzecią normę na tytuł mistrza międzynarodowego, podczas I Arcymistrzowskiego Turnieju Kołowego o Puchar Burmistrza Nakła nad Notecią w Nakle nad Notecią.
Najwyższy ranking w dotychczasowej karierze osiągnął 1 czerwca 2022 r., z wynikiem 2450 punktów zajmował wówczas 44. miejsce wśród polskich szachistów.